# Брукс, Рассел
Рассел Брукс (англ. Russell Brookes, 16 августа 1945 — 30 октября 2019) — британский раллийный пилот. Чемпион Великобритании по ралли в 1977 и 1985 годах. В чемпионате мира по ралли финишировал на подиуме на своем домашнем этапе, Ралли Великобритании, три раза подряд с 1977 по 1979 год.

## Карьера

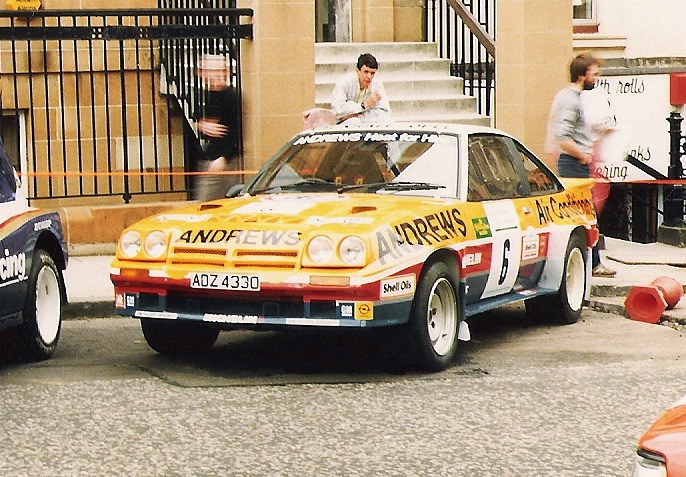
Opel Manta 400 Рассела Брукса, 1986 год

Сын пожарного, Рассел Брукс сделал своё первые шаги в ралли в 1963 году. В начале карьеры он выступал на частных автомобилях (например BMC Mini Cooper). Прогресс его как призового пилота был медленным до 1973 года, когда он привлек к себе внимание компании Ford Motor.
В 1974 году Брукс подписал один из самых долгосрочных спонсорских контрактов в истории автоспорта с фирмой Andrews. Его форма и машины были окрашены в жёлтый цвет этой фирмы до 1991 года.

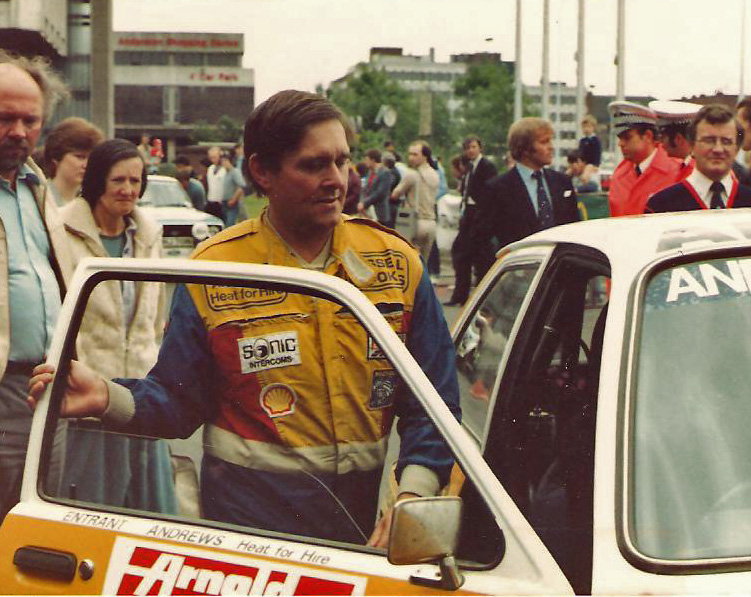
Брукс на Шотландском ралли. 1982 год

В 1976 году Брукс был приглашен в команду Ford для участия в Британском чемпионате по ралли. В те годы это был один из ведущих раллийных турниров в мире. Бьорн Вальдегорд, Ханну Миккола и Ари Ватанен (все впоследствии — чемпионы мира по ралли), стали его товарищами по команде. Он выиграл чемпионат в 1977 году, и оставался в команде ещё два сезона. В 1978 году Брукс стал победителем этапа кубка FIA для водителей на Ралли Новой Зеландии. Первые два года в начале 1980-х провёл команде Talbot. Затем присоединился к Vauxhall/Opel. Два года в Opel его напарником по команде был Джимми МакРей (отец чемпиона мира Колина МакРея). МакРей стал чемпионом Британии в 1984 году, а Брукс в 1985-м. 
В 1988-м Брукс вернулся за руль машин Ford, на которых он выступал до конца 1991 года, когда он ушёл из «больших гонок». Впоследствии участвовал в исторических и развлекательных ралли-соревнованиях. В сентябре 2008 года Брукс принял участие в Colin McRae Rally, этапе шотландского чемпионата по ралли в память о погибшем Колине МакРее.

### Чемпионат мира по ралли (подиумы)
| Год  | Ралли                | Штурман     | Автомобиль         | Место |
| ---- | -------------------- | ----------- | ------------------ | ----- |
| 1977 | Ралли Великобритании | Джон Браун  | Ford Escort RS1800 | 3     |
| 1978 | Ралли Великобритании | Дерек Такер | Ford Escort RS1800 | 3     |
| 1979 | Ралли Великобритании | Пол Уайт    | Ford Escort RS1800 | 2     |